# Campionatul Mondial de Fotbal 2014 – Grupa H
Grupa H a Campionatului Mondial de Fotbal 2014 este alcătuită din Belgia, Algeria, Rusia și Coreea de Sud . Meciurile au început pe 17 iunie și s-au încheiat pe 27 iunie 2014.

## Echipele
| Poziția           | Echipa        | Metoda de calificare                    | Data calificării  | Apariții la turnee finale | Ultima apariție | Cea mai bună clasare             | Clasamentul FIFA | Clasamentul FIFA |
| Poziția           | Echipa        | Metoda de calificare                    | Data calificării  | Apariții la turnee finale | Ultima apariție | Cea mai bună clasare             | octombrie 2013   | iunie 2014       |
| ----------------- | ------------- | --------------------------------------- | ----------------- | ------------------------- | --------------- | -------------------------------- | ---------------- | ---------------- |
| H1 (cap de serie) | Belgia        | Câștigătoarea Grupei A UEFA             | 11 octombrie 2013 | 12                        | 2002            | Locul patru (1986)               | 5                | 11               |
| H2                | Algeria       | Câștigătoarea Rundei a Treia CAF        | 19 noiembrie 2013 | 4                         | 2010            | Faza grupelor (1982, 1986, 2010) | 32               | 22               |
| H3                | Rusia         | Câștigătoarea Grupei F UEFA             | 15 octombrie 2013 | 10                        | 2002            | Locul patru (1966)               | 19               | 19               |
| H4                | Coreea de Sud | Locul doi în grupa A a rundei patru AFC | 18 iunie 2013     | 9                         | 2010            | Locul patru (2002)               | 56               | 57               |

Note
1. ↑  Clasamentul din octombrie 2013 a fost folosit pentru tragerea la sorți pentru turneul final.
2. ↑  Aceasta este a 3-a apariție a Rusiei la Campionatul Mondial. Totuși, FIFA consideră Rusia ca echipă succesoare a URSS.
3. ↑  Cel mai bun rezultat al Rusiei este faza grupelor în 1994 și 2002. Totuși, FIFA consideră Rusia ca echipă succesoare a URSS.

## Clasament
| Legendă                                                             |
| ------------------------------------------------------------------- |
| Câștigătoarea și locul doi din grupă avansează în faza eliminatorie |

| Echipa        | MJ | V | E | Î | GM | GP | G  | Pct |
| ------------- | -- | - | - | - | -- | -- | -- | --- |
| Belgia        | 3  | 3 | 0 | 0 | 4  | 1  | +3 | 9   |
| Algeria       | 3  | 1 | 1 | 1 | 6  | 5  | +1 | 4   |
| Rusia         | 3  | 0 | 2 | 1 | 2  | 3  | −1 | 2   |
| Coreea de Sud | 3  | 0 | 1 | 2 | 3  | 6  | −3 | 1   |

- Câștigătoarea grupei avansează și va juca contra locului doi din grupa G în optimile de finală.
- Locul doi avansează și va juca contra câștigătoarei grupei G în optimile de finală.

## Meciuri

### Belgia v Algeria
Cele două echipe s-au mai întâlnit anterior în două meciuri amicale, cel mai recent în 2003.
| Belgia                   | 2–1    | Algeria             |
| ------------------------ | ------ | ------------------- |
| Fellaini 70' Mertens 80' | Raport | Feghouli 24' (pen.) |

| Belgia | Algeria |

| P            | 1  | Thibaut Courtois    |     |     |
| FD           | 2  | Toby Alderweireld   |     |     |
| FC           | 15 | Daniel Van Buyten   |     |     |
| FC           | 4  | Vincent Kompany (c) |     |     |
| FS           | 5  | Jan Vertonghen      | 24' |     |
| MC           | 6  | Axel Witsel         |     |     |
| MC           | 19 | Mousa Dembélé       |     | 65' |
| ED           | 22 | Nacer Chadli        |     | 46' |
| MO           | 7  | Kevin De Bruyne     |     |     |
| ES           | 10 | Eden Hazard         |     |     |
| AC           | 9  | Romelu Lukaku       |     | 58' |
| Schimbări:   |    |                     |     |     |
| A            | 14 | Dries Mertens       |     | 46' |
| A            | 17 | Divock Origi        |     | 58' |
| M            | 8  | Marouane Fellaini   |     | 65' |
| Antrenor:    |    |                     |     |     |
| Marc Wilmots |    |                     |     |     |

| P                 | 23 | Raïs M'Bolhi           |     |     |
| FD                | 22 | Mehdi Mostefa          |     |     |
| FC                | 2  | Madjid Bougherra (c)   |     |     |
| FC                | 5  | Rafik Halliche         |     |     |
| FS                | 3  | Faouzi Ghoulam         |     |     |
| MD                | 19 | Saphir Taïder          |     |     |
| MC                | 12 | Carl Medjani           |     | 84' |
| MS                | 14 | Nabil Bentaleb         | 34' |     |
| MO                | 10 | Sofiane Feghouli       |     |     |
| MO                | 21 | Riyad Mahrez           |     | 71' |
| AC                | 15 | El Arbi Hillel Soudani |     | 66' |
| Schimbări:        |    |                        |     |     |
| A                 | 13 | Islam Slimani          |     | 66' |
| M                 | 8  | Medhi Lacen            |     | 71' |
| A                 | 9  | Nabil Ghilas           |     | 84' |
| Antrenor:         |    |                        |     |     |
| Vahid Halilhodžić |    |                        |     |     |

| Omul meciului: Kevin De Bruyne (Belgia) Arbitri asistenți: Marvin Torrentera (Mexic) Marcos Quintero (Mexic) Arbitru de rezervă: Alireza Faghani (Iran) Al cincilea oficial: Hassan Kamranifar (Iran) |

### Rusia v Coreea de Sud
Cele două echipe s-au mai întâlnit anterior într-un meci amical în 2013.
| Rusia        | 1–1    | Coreea de Sud   |
| ------------ | ------ | --------------- |
| Kerjakov 74' | Raport | Lee Keun-ho 68' |

| Rusia | Coreea de Sud |

|               |    |                      |     |     |
|               |    |                      |     |     |
| P             | 1  | Igor Akinfeev        |     |     |
| FD            | 22 | Andrei Eșcenko       |     |     |
| FC            | 4  | Sergei Ignașevici    |     |     |
| FC            | 14 | Vasili Berezuțki (c) |     |     |
| FS            | 23 | Dmitri Kombarov      |     |     |
| MDef          | 8  | Denis Glușakov       |     | 72' |
| MC            | 20 | Viktor Faizulin      |     |     |
| MC            | 18 | Iuri Jirkov          |     | 71' |
| ED            | 19 | Aleksandr Samedov    |     |     |
| ES            | 17 | Oleg Șatov           | 49' | 59' |
| AC            | 9  | Aleksandr Kokorin    |     |     |
| Schimbări:    |    |                      |     |     |
| M             | 10 | Alan Dzagoev         |     | 59' |
| A             | 11 | Aleksandr Kerjakov   |     | 71' |
| M             | 7  | Igor Denisov         |     | 72' |
| Antrenor:     |    |                      |     |     |
| Fabio Capello |    |                      |     |     |

|               |    |                  |     |     |
|               |    |                  |     |     |
| P             | 1  | Jung Sung-ryong  |     |     |
| FD            | 12 | Lee Yong         |     |     |
| FC            | 5  | Kim Young-gwon   |     |     |
| FC            | 20 | Hong Jeong-ho    |     | 73' |
| FS            | 3  | Yun Suk-young    |     |     |
| MD            | 17 | Lee Chung-yong   |     |     |
| MC            | 14 | Han Kook-young   |     |     |
| MC            | 16 | Ki Sung-yueng    | 30' |     |
| MS            | 13 | Koo Ja-cheol (c) | 90' |     |
| AC            | 10 | Park Chu-young   |     | 56' |
| AC            | 9  | Son Heung-min    | 13' | 84' |
| Schimbări:    |    |                  |     |     |
| A             | 11 | Lee Keun-ho      |     | 56' |
| D             | 6  | Hwang Seok-ho    |     | 73' |
| M             | 7  | Kim Bo-kyung     |     | 84' |
| Antrenor:     |    |                  |     |     |
| Hong Myung-bo |    |                  |     |     |

| Omul meciului: Son Heung-min (Coreea de Sud) Arbitri asistenți: Hernán Maidana (Argentina) Juan Pablo Belatti (Argentina) Arbitru de rezervă: Roberto Moreno (Panama) Al cincilea oficial: Eric Boria (Statele Unite) |

### Belgia v Rusia
Cele două echipe s-au mai întâlnit în alte opt meciuri.
| Belgia    | 1–0    | Rusia |
| --------- | ------ | ----- |
| Origi 88' | Raport |       |

| Belgia | Rusia |

| P            | 1  | Thibaut Courtois    |     |     |
| FD           | 2  | Toby Alderweireld   | 73' |     |
| FC           | 15 | Daniel Van Buyten   |     |     |
| FC           | 4  | Vincent Kompany (c) |     |     |
| FS           | 3  | Thomas Vermaelen    |     | 31' |
| MC           | 6  | Axel Witsel         | 54' |     |
| MC           | 8  | Marouane Fellaini   |     |     |
| ED           | 14 | Dries Mertens       |     | 75' |
| MO           | 7  | Kevin De Bruyne     |     |     |
| ES           | 10 | Eden Hazard         |     |     |
| AC           | 9  | Romelu Lukaku       |     | 57' |
| Schimbări:   |    |                     |     |     |
| F            | 5  | Jan Vertonghen      |     | 31' |
| A            | 17 | Divock Origi        |     | 57' |
| F            | 11 | Kevin Mirallas      |     | 75' |
| Antrenor:    |    |                     |     |     |
| Marc Wilmots |    |                     |     |     |

| P             | 1  | Igor Akinfeev         |     |     |
| FD            | 2  | Aleksei Kozlov        |     | 62' |
| FC            | 14 | Vasili Berezutski (c) |     |     |
| FC            | 4  | Sergei Ignashevich    |     |     |
| FS            | 23 | Dmitri Kombarov       |     |     |
| MDef          | 8  | Denis Glushakov       | 38' |     |
| MC            | 20 | Viktor Fayzulin       |     |     |
| ED            | 19 | Aleksandr Samedov     |     | 90' |
| MO            | 6  | Maksim Kanunnikov     |     |     |
| ES            | 17 | Oleg Shatov           |     | 83' |
| AC            | 9  | Aleksandr Kokorin     |     |     |
| Schimbări:    |    |                       |     |     |
| F             | 22 | Andrey Yeshchenko     |     | 62' |
| M             | 10 | Alan Dzagoev          |     | 83' |
| A             | 11 | Aleksandr Kerzhakov   |     | 90' |
| Antrenor:     |    |                       |     |     |
| Fabio Capello |    |                       |     |     |

| Omul meciului: Eden Hazard (Belgia) Arbitri asistenți: Mark Borsch (Germania) Stefan Lupp (Germania) Arbitru de rezervă: Carlos Vera (Ecuador) Al cincilea oficial: Byron Romero (Ecuador) |

### Coreea de Sud v Algeria
Cele două echipe s-au mai întâlnit anterior într-un meci amical în 1985.
| Coreea de Sud                      | 2–4    | Algeria                                         |
| ---------------------------------- | ------ | ----------------------------------------------- |
| Son Heung-min 50' Koo Ja-cheol 72' | Raport | Slimani 26' Halliche 28' Djabou 38' Brahimi 62' |

| Coreea de Sud | Algeria |

| P             | 1  | Jung Sung-ryong  |     |     |
| FD            | 12 | Lee Yong         | 54' |     |
| FC            | 20 | Hong Jeong-ho    |     |     |
| FC            | 5  | Kim Young-gwon   |     |     |
| FS            | 3  | Yun Suk-young    |     |     |
| MC            | 14 | Han Kook-young   | 69' | 78' |
| MC            | 17 | Lee Chung-yong   |     | 64' |
| ED            | 16 | Ki Sung-yueng    |     |     |
| MO            | 10 | Park Chu-young   |     | 57' |
| ES            | 13 | Koo Ja-cheol (c) |     |     |
| AC            | 9  | Son Heung-min    |     |     |
| Schimbări:    |    |                  |     |     |
| A             | 18 | Kim Shin-wook    |     | 57' |
| A             | 11 | Lee Keun-ho      |     | 64' |
| A             | 19 | Ji Dong-won      |     | 78' |
| Antrenor:     |    |                  |     |     |
| Hong Myung-bo |    |                  |     |     |

| P                 | 23 | Raïs M'Bolhi         |     |     |
| FC                | 12 | Carl Medjani         |     |     |
| FC                | 2  | Madjid Bougherra (c) | 67' | 89' |
| FC                | 5  | Rafik Halliche       |     |     |
| FED               | 20 | Aïssa Mandi          |     |     |
| FES               | 6  | Djamel Mesbah        |     |     |
| MC                | 11 | Yacine Brahimi       |     | 77' |
| MC                | 18 | Abdelmoumene Djabou  |     | 73' |
| ED                | 10 | Sofiane Feghouli     |     |     |
| ES                | 14 | Nabil Bentaleb       |     |     |
| AC                | 13 | Islam Slimani        |     |     |
| Schimbări:        |    |                      |     |     |
| A                 | 9  | Nabil Ghilas         |     | 73' |
| M                 | 8  | Medhi Lacen          |     | 77' |
| F                 | 4  | Essaïd Belkalem      |     | 89' |
| Antrenor:         |    |                      |     |     |
| Vahid Halilhodžić |    |                      |     |     |

| Omul meciului: Islam Slimani (Algeria) Arbitri asistenți: Eduardo Díaz (Columbia) Christian Lescano (Ecuador) Arbitru de rezervă: Alireza Faghani (Iran) Al cincilea oficial: Hassan Kamranifar (Iran) |

### Coreea de Sud v Belgia
Cele două echipe s-au mai întâlnit în alte trei meciuri.
| Coreea de Sud | 0–1    | Belgia         |
| ------------- | ------ | -------------- |
|               | Raport | Vertonghen 78' |

| Coreea de Sud | Belgia |

| P             | 1  | Jung Sung-ryong  |     |     |
| FD            | 12 | Lee Yong         |     |     |
| FC            | 5  | Kim Young-gwon   |     |     |
| FC            | 20 | Hong Jeong-ho    | 35' |     |
| FS            | 3  | Yun Suk-young    |     |     |
| MC            | 14 | Han Kook-young   |     | 46' |
| MC            | 16 | Ki Sung-yueng    |     |     |
| ED            | 17 | Lee Chung-yong   |     |     |
| ES            | 9  | Son Heung-min    |     | 73' |
| ADA           | 13 | Koo Ja-cheol (c) |     |     |
| AC            | 18 | Kim Shin-wook    |     | 66' |
| Schimbări:    |    |                  |     |     |
| A             | 11 | Lee Keun-ho      |     | 46' |
| M             | 7  | Kim Bo-kyung     |     | 66' |
| A             | 19 | Ji Dong-won      |     | 73' |
| Antrenor:     |    |                  |     |     |
| Hong Myung-bo |    |                  |     |     |

| P            | 1  | Thibaut Courtois     |     |     |
| FD           | 21 | Anthony Vanden Borre |     |     |
| FC           | 15 | Daniel Van Buyten    |     |     |
| FC           | 18 | Nicolas Lombaerts    |     |     |
| FS           | 5  | Jan Vertonghen (c)   |     |     |
| MC           | 16 | Steven Defour        | 45' |     |
| MC           | 19 | Mousa Dembélé        | 50' |     |
| ED           | 14 | Dries Mertens        |     | 60' |
| MO           | 8  | Marouane Fellaini    |     |     |
| ES           | 20 | Adnan Januzaj        |     | 60' |
| AC           | 11 | Kevin Mirallas       |     | 88' |
| Schimbări:   |    |                      |     |     |
| M            | 22 | Nacer Chadli         |     | 60' |
| A            | 17 | Divock Origi         |     | 60' |
| M            | 10 | Eden Hazard          |     | 88' |
| Antrenor:    |    |                      |     |     |
| Marc Wilmots |    |                      |     |     |

| Omul meciului: Jan Vertonghen (Belgia) Arbitri asistenți: Matthew Cream (Australia) Hakan Anaz (Australia) Arbitru de rezervă: Víctor Hugo Carrillo (Peru) Al cincilea oficial: Rodney Aquino (Paraguay) |

### Algeria v Rusia
Cele două echipe s-au mai întâlnit într-un amical din 1964 (Algeria 2–2 URSS).
| Algeria     | 1–1    | Rusia      |
| ----------- | ------ | ---------- |
| Slimani 60' | Raport | Kokorin 6' |

| Algeria | Rusia |

| P                 | 23 | Raïs M'Bolhi           |     |       |
| FD                | 20 | Aïssa Mandi            |     |       |
| FC                | 4  | Essaïd Belkalem        |     |       |
| FC                | 5  | Rafik Halliche (c)     |     |       |
| FS                | 6  | Djamel Mesbah          | 39' |       |
| MC                | 12 | Carl Medjani           |     |       |
| MC                | 14 | Nabil Bentaleb         |     |       |
| ED                | 10 | Sofiane Feghouli       |     |       |
| MO                | 11 | Yacine Brahimi         |     | 71'   |
| ES                | 18 | Abdelmoumene Djabou    |     | 77'   |
| AC                | 13 | Islam Slimani          |     | 90+2' |
| Schimbări:        |    |                        |     |       |
| M                 | 7  | Hassan Yebda           |     | 71'   |
| A                 | 9  | Nabil Ghilas           | 87' | 77'   |
| A                 | 15 | El Arbi Hillel Soudani |     | 90+2' |
| Antrenor:         |    |                        |     |       |
| Vahid Halilhodžić |    |                        |     |       |

| P             | 1  | Igor Akinfeev         |     |     |
| FD            | 2  | Aleksei Kozlov        | 59' |     |
| FC            | 14 | Vasili Berezutski (c) |     |     |
| FC            | 4  | Sergei Ignashevich    |     |     |
| FS            | 23 | Dmitri Kombarov       | 57' |     |
| MC            | 8  | Denis Glushakov       |     | 46' |
| MC            | 20 | Viktor Fayzulin       |     |     |
| ED            | 19 | Aleksandr Samedov     |     |     |
| MO            | 9  | Aleksandr Kokorin     |     |     |
| ES            | 17 | Oleg Shatov           |     | 67' |
| AC            | 11 | Aleksandr Kerzhakov   |     | 81' |
| Schimbări:    |    |                       |     |     |
| M             | 7  | Igor Denisov          |     | 46' |
| M             | 10 | Alan Dzagoev          |     | 67' |
| A             | 6  | Maksim Kanunnikov     |     | 81' |
| Antrenor:     |    |                       |     |     |
| Fabio Capello |    |                       |     |     |

| Omul meciului: Islam Slimani (Algeria) Arbitri asistenți: Bahattin Duran (Turcia) Tarik Ongun (Turcia) Arbitru de rezervă: Joel Aguilar (El Salvador) Al cincilea oficial: Juan Zumba (El Salvador) |